# Pokhara National Stadium
Das Pokhara National Stadium ist ein Stadion in der drittgrößten nepalesischen Stadt, Pokhara. Es wird überwiegend für Fußballspiele genutzt. Neben regionalen Fußballbegegnungen tritt zuweilen auch die nepalesische Fußballnationalmannschaft hier an. Es bietet 5000 Zuschauern Platz.
Neben dem Rasenplatz gibt es eine 400-m-Laufbahn für die Leichtathletik, Plätze für Volleyball, Basketball und Cricket sowie eine Sporthalle, die für Badminton, Karate und andere Hallensportarten genutzt wird.